# Iouri Batourine
Iouri Mikhaïlovitch Batourine  (en russe : Юрий Михайлович Батурин) est un cosmonaute russe, né le 12 juin 1949 à Moscou (Union soviétique).
Il a le grade civil de conseiller d'État effectif de la fédération de Russie de 1re classe.

## Biographie
Son père Mikhaïl Sergueïevitch Batourine (1904-1978) était colonel dans le renseignement et sa mère était bibliothécaire. Après ses études à la faculté d'aérophysique (terminée en 1973), il sort diplômé de la faculté de journalisme de l'université de Moscou en 1981 (où il enseigne à partir de 1998). Outre le russe, il parle anglais, allemand, suédois et français et maîtrise le serbo-croate. Il a appris également le japonais. Il est marié et a une fille, Alexandra, née en 1982.
Il est l'ancien chef de la sécurité nationale russe. Batourine est colonel et conseiller d'État effectif de première classe de la fédération de Russie.

## Vols réalisés
- Soyouz TM-28 - Cosmonaute chercheur - 13 août 1998 - 11j 19h 39m, en tant que membre de l'expédition Mir EP-4, à bord de la station Mir. Retour sur Terre le 25 août 1998 à bord de Soyouz TM-27.
- Soyouz TM-32 - Ingénieur de Vol - 28 avril 2001 - 7j 22h 04m, en tant que membre de l'expédition ISS EP-1, à bord de la station spatiale internationale. Retour sur Terre le 6 mai 2001 à bord de Soyouz TM-31.

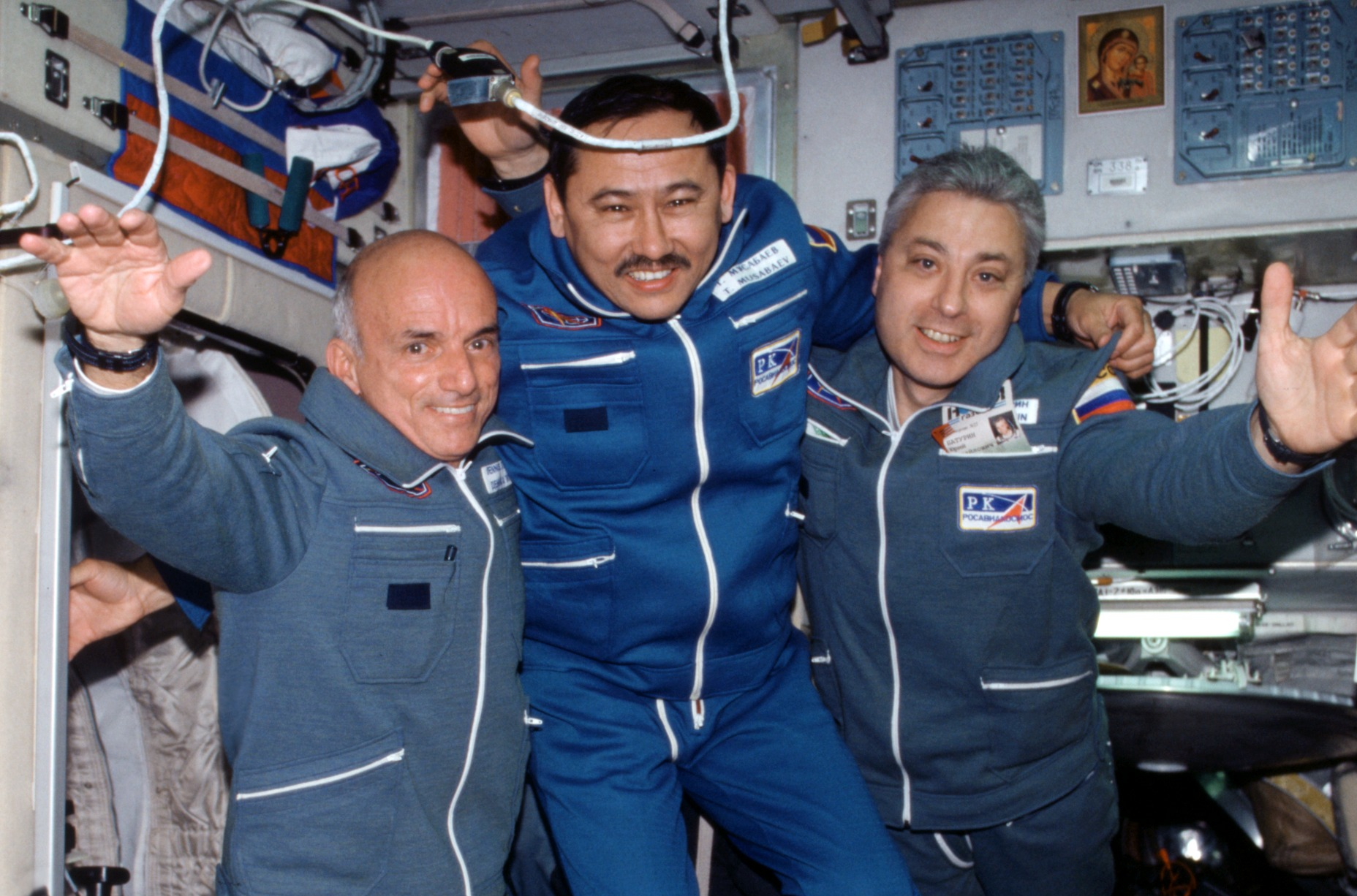
De gauche à droite: Dennis Tito, Talgat Musabayev et Iouri Batourine